# Вавилонская башня (телесериал)
«Вавилонская башня» (порт.  Torre de Babel ) — бразильский сериал телекомпании «TV Globo» 1998 года. Название сериала основано на известной ветхозаветной притче о Вавилонской башне, месте где люди были наказаны за свою гордыню и перестали понимать друг друга. В России сериал транслировался на канале ОРТ с 13 июня по 29 декабря 2000 года с понедельника по пятницу утром в 9:20 (повтор) и вечером в 16:55—17:00 или 18:25 (новые серии).

## О сериале
Сериал «Вавилонская башня» — пример влияния телезрителей на сценарий программы. Сценарий телесериала был во многом основан на «формуле успеха» предыдущего творения Силвиу ди Абреу — телесериале «Новая жертва». Первые серии «Вавилонской башни» вызвали отток телеаудитории от экранов. Зрителям не пришлось по душе обилие насилия в телесериале, откровенность лесбийской пары Рафаэлы и Лейлы (Кристиана Торлони и Сильвия Пфейфер), наркотическая зависимость Гильерме (Марселу Антони). С помощью взрыва в торговом центре «Вавилонская башня», Силвиу ди Абреу пришлось устранить этих трёх персонажей, изменить сценарий и даже заставку сериала (по другим данным, гибель Катц была запланирована изначально, но по ходу съёмок Силвиу де Абреу рассматривал возможность вернуть её к жизни) Предпринятые изменения принесли ожидаемые результаты, рейтинг сериала вырос. 
 Среди богатого актёрского ансамбля телесериала стоит отметить молодую актрису, продемонстрировавшую свой талант, — Адриану Эстевес, которая справилась со сложной ролью злодейки-неудачницы Сандры. Успехом у телезрителей пользовался комический дуэт Бины и Лузинеди, которой всегда «затыкали» рот. Тони Рамус добавил к своим наградам ещё несколько за участие в этом сериале.

### Сюжет
Вышедший из тюрьмы после 20-летнего заключения (за убийство жены) Жозе Клементино да Силва замышляет план мести своему бывшему шефу и свидетелю, на основании показаний которого его осудили — владельцу Торгового центра «Tropical Towers» Сезару Толеду. Адский план Клементино приводится в действие — торговый центр взрывается, количество жертв исчисляется десятками. Главной загадкой всего сериала становится личность исполнителя этого плана: план Клементино выкрал и исполнил кто-то другой.

## В ролях
- Тарсизиу Мейра — Сезар Толеду. Глава семейства Толеду, основатель и владелец торгового центра «Tropical Tower Shopping» («Вавилонская башня»). Отец Энрике, Александра и Гильерме.
- Глория Менезес — Марта Леме Толеду. Жена Сезара, мать Энрике, Александра и Гильерме. Сестра Клары.
- Тони Рамос — Жозе Клементино да Силва. Главный герой сериала. 20 лет назад убил свою жену и ее любовника, за что отсидел тюремный срок. Ненавидит Сезара Толеду.
- Майте Проэнса — Клара Суарес. Приемная сестра Марты Толеду. Возлюбленная Жозе Клементину.
- Клаудия Райя — Анжела Видал. Однокурсница Энрике Толеду, исполнительный директор «Вавилонской башни».
- Эдсон Селулари — Энрике Толеду. Старший сын Сезара и Марты. Муж Вилмы, отец Тиффани и Жуниора. Старший брат Александра и Гильерме. Генеральный директор «Вавилонской башни».
- Адриана Эстевес — Сандринья (Сандра да Силва). Старшая дочь Жозе Клементину. Работница кафе «Фалкао». Возлюбленная Александра Толеду.
- Маркус Палмейра — Александре Леме Толеду. Средний сын Сезара и Марты. Адвокат. Помог Жозе Клементину освободиться из тюрьмы. Возлюбленный, затем муж Сандры.
- Наталия ду Вали — Лусия Праду. Адвокат. Возлюбленная Сезара Толеду.
- Летисия Сабателла — Селесте Роша. Тайная возлюбленная Гильерме, мать его сына Гиминью. В дальнейшем возлюбленная и жена Энрике.
- Клейде Яконис — Диолинда Фалкао. Мать Эдмунду Фалкао.
- Стенио Гарсия — Бруно Майя. Скульптор. Бывший наркоман. Куратор Гильерме в наркологической клинике. Поклонник Марты Толеду. Сосед Сандры.
- Виктор Фазано — Эдмунду Фалкао. Сын доны Диолинды. Владелец сети кафе «Фалкао».
- Клаудия Хименез — Бина Коломбо (Бальбина Коломбо Фалкао). Работница кафе «Фалкао», коллега Сандры, племянница доны Сариты и доны Эглантины. Возлюбленная, затем жена Эдмунду.
- Карина Барум — Ширлей. Младшая дочь Жозе Клементину. В детстве получила травму по вине Сандры и осталась хромой.
- Дэнтон Мелло — Адриану. Друг Александра, возлюбленный Ширлей.
- Изадора Рибейру — Вилма Толеду. Жена Энрике Толеду, мать Тиффани и Жуниора.
- Эрнани Мораэш — Куколка(Арикленис да Силва). Младший брат Жозе Клементину и Густинью, младший сын Аженора.
- Оскар Магрини — Густинью «Понимаешь» да Силва / Жонни Персебе (Аугусту да Силва). Младший брат Жозе Клементину, средний сын Аженора.
- Кака Карвальо — Жаманта (Ариувалду). Умственно-отсталый крестник Аженора, живущий в его семье.
- Ирвинг Сан-Паулу — Жилберту. Брат Дирсе.
- Клейди Блота — Жозефа. Тёща Энрике Толеду, бабушка Тиффани и Жуниора.
- Этти Фразер — Сарита. Тётя Бины со стороны отца.
- Карвалиньо — Клаудиу. Дворецкий доны Диолинды, ее помощник. Крестный Лусии Праду.
- Элен Коста — Лузинеди. Коллега Бины и Сандры, работница кафе «Фалкао».
- Лиана Дювал — Луиза. Горничная в доме Толеду.
- Дуда Мамберти — Карлиту. Дворецкий в доме Рафаэлы Катц и Лейлы.
- Фелипе Роша — Дину. Официант в кафе «Ширли». Поклонник Ширлей.
- Мария Силвия — Дирсе. Подруга Селесте, живущая в Понта-Пара.
- Элиане Джардини — Ванда. Свидетельница убийства Вилмы Толеду.
- Жука де Оливейра — Аженор да Силва. Глава семейства да Силва. Отец Жозе Клементину, Неузы Марии, Куколки и Густинью. Дедушка Сандры и Ширлей. Крестный Жаманту.

А также:
- Кристиана Торлони — Рафаэла Катц (Неуза Мария да Силва). Известный дизайнер одежды, владелица магазина в «Вавилонской башне».
- Сильвия Фейфер — Лейла Сампаю/Леда Сампаю. Возлюбленная Рафаэлы/сестра-близнец Лейлы.
- Марсело Антони — Гильерме. Младший сын Сезара и Марты Толеду. Наркоман. Возлюбленный Селесте и отец ее ребенка.
- Ванда Ласерда — Эглантина Коломбо. Тетя Бины со стороны матери.
- Наир Белло — Карлотинья Бимбати. Подруга Терезиньи Романо, принимавшей роды у доны Диолинды.
- Раул Газолла — охранник торгового центра.
- Алешандри Боржис — Роналду Мендеш
- Карлос Эдуардо Долабелла
- Флавио Мильяччо — Кайю
- В сериале играли две семейные актёрские пары: Глория Менезес и Тарсизиу Мейра; Эдсон Селулари и Клаудия Райя. Актёры Клейде Яконис и Стенио Гарсия также состояли в браке с 1958 по 1969 г.
- Персонаж «Жаманта» в исполнении Кака Карвалью был «воскрешён» сценаристом Силвиу ди Абреу в телесериале 2005 г. Белиссима.

## Премии
- 1999 —
  - премия APCA:

Тони Рамос — лучший телеактёр 

Адриана Эстевес — лучшая телеактриса 

Клейде Яконис — лучшая телеактриса второго плана
- - премия Troféu Imprensa:

Тони Рамос — лучший телеактёр 

Адриана Эстевес — лучшая телеактриса 

лучший сериал